# Mustapha Ghorbal

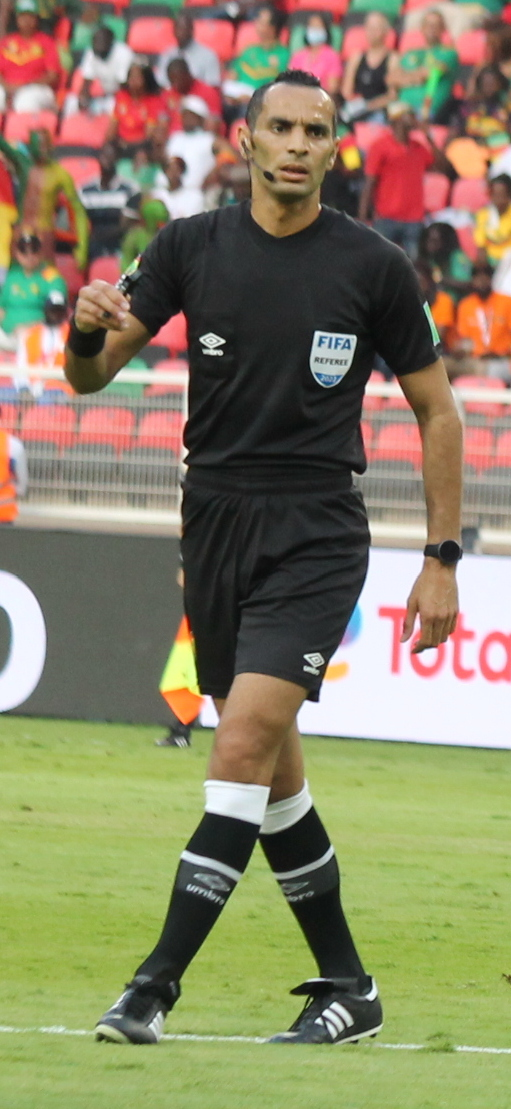
Mustapha Ghorbal, 2022

Mustapha Ghorbal (arabisch مصطفى غربال, DMG Muṣṭafā Ġurbāl; * 19. August 1985 in Oran) ist ein algerischer Fußballschiedsrichter. Seit 2014 steht er auf der FIFA-Liste.

## Werdegang
Ghorbal gab sein Debüt in der Ligue Professionnelle 1 – der höchsten algerischen Spielklasse – im September 2012 bei der Partie zwischen MC El Eulma und USM Algier. 2017 leitete er das Endspiel um den Algerischen Fußballpokal, welches CR Belouizdad mit 1:0 n. V. gegen ES Sétif gewann, 2024 gab es ein erneutes Aufeinandertreffen mit Belouizidad im Finale dieses Wettbewerbs, diesmal gegen MC Algier (Endstand 1:0). Außerdem amtierte er beim Finale des Algerischen Ligapokals im August 2021, in dem sich JS Kabylie mit 6:3 n E. gegen NC Magra durchsetzen konnte.
Seit 2014 steht Ghorbal auf der FIFA-Liste, was ihn zur Leitung internationaler Partien berechtigt. Seinen ersten internationalen Einsatz verzeichnete er im September 2015 bei einer Qualifikationspartie für den Afrika-Cup zwischen Libyen und den Kapverden. Beim Afrika-Cup 2019 gehörte Ghorbal erstmals zum Schiedsrichteraufgebot für die Endrunde und leitete insgesamt vier Spiele, darunte zwei Partien der K.o.-Phase. Beim Turnier 2022 kam er zu insgesamt zwei Spielleitungen, darunter das Eröffnungsspiel zwischen Gastgeber Kamerun und Burkina Faso. Bei der Ausgabe 2024 in der Elfenbeinküste kam er ebenfalls zu zwei Einsätzen.
Auch in den internationalen Vereinswettbewerben Afrikas – der CAF Champions League und dem CAF Confederation Cup – kommt er regelmäßig zum Einsatz. In der Saison 2019/20 wurde er mit der Leitung des Champions-League-Endspiels zwischen al Zamalek SC und Al Ahly SC (beide Ägypten; Endstand 1:2) betraut. Im Mai 2021 pfiff Ghorbal erneut ein Finale, welches Al Ahly gewinnen konnte, diesmal um den CAF Super Cup gegen RS Berkane aus Marokko. Auch das Endspiel des CAF Super Cup 2022 zwischen RS Berkane und Wydad Casablanca am 10. September 2022 wurde von Ghorbal geleitet. 2024 kam Ghorbal erneut zu einer Finalspielleitung in der CAF Champions League, im Hinspiel in Tunesien pfiff er das 0:0 zwischen Espérance Tunis und Al Ahly.
Bei der U-20-Fußball-Weltmeisterschaft 2019 in Polen konnte Ghorbal durch insgesamt drei Spielleitungen erste Erfahrung auf interkontinentaler Ebene sammeln. Seitdem gehört er zu den profilierteren internationalen Schiedsrichtern Afrikas und wird von der FIFA regelmäßig zu internationalen Turnieren berufen. So vertrat Ghorbal den afrikanischen Fußballverband als Schiedsrichter bei der FIFA-Klub-Weltmeisterschaft 2019, 2021 und 2022. Bei letzterer wurde er mit der Leitung des Spiels um den dritten Platz zwischen dem Al Ahly SC und Flamengo Rio de Janeiro beauftragt. Bei der ersten Austragung des FIFA-Interkontinental-Pokals 2024 leitete er das Erstrundenplay-off.
Im Mai 2022 nominierte ihn die FIFA als einen von 36 Hauptschiedsrichtern für die Fußball-Weltmeisterschaft 2022 in Katar. Als Schiedsrichterassistenten begleiteten ihn Abdelhak Etchiali und Mokrane Gourari. Bei der Endrunde pfiff er zwei Gruppenspiele. Er verblieb bis zum Schluss im Turnier, kam jedoch ab der K.o.-Runde nur noch zweimal als Vierter Offizieller zum Einsatz.
Hauptberuflich arbeitet Ghorbal als Zahntechniker.

## Einsätze bei der Fußball-Weltmeisterschaft 2022
| Phase        | Datum         | Spielort  | Heimmannschaft | Gastmannschaft | Ergebnis  |
| ------------ | ------------- | --------- | -------------- | -------------- | --------- |
| Gruppenphase | 25. Nov. 2022 | ar-Rayyan | Niederlande    | Ecuador        | 1:1 (1:0) |
| Gruppenphase | 30. Nov. 2022 | al-Wakra  | Australien     | Dänemark       | 1:0 (0:0) |